# Seznam italijanskih kartografov
Seznam italijanskih kartografov.

## B
- Benedetto Bordone

## C
- Sebastian Cabot (raziskovalec)
- Giovanni Antonio Capellaris
- Nicolay de Caveri
- Giovanni Matteo Contarini
- Pietro Coppo
- Guido Cora
- Vincenzo Maria Coronelli

## D
- Ignazio Danti (1536 - 1586)
- Ardito Desio (1897 - 2001)

## F
- Arnaldo Faustini
- Alberto Fortis

## M
- Visconte Maggiolo
- Fra Mauro

## R
- Matteo Ricci

## S
- Livio Catullo Stecchini

## V
- Amerigo Vespucci